# Trachelas quisquiliarum
Trachelas quisquiliarum är en spindelart som beskrevs av Simon 1906. Trachelas quisquiliarum ingår i släktet Trachelas och familjen flinkspindlar.
Artens utbredningsområde är Sri Lanka. Inga underarter finns listade i Catalogue of Life.